# Berlare
Berlare – miejscowość i gmina (gemeente) w Belgii, w Regionie Flamandzkim, w prowincji Flandria Wschodnia, w okręgu Dendermonde.

## Podział administracyjny
W skład gminy wchodzą dwie dzielnice (deelgemeente):
- Overmere
- Uitbergen

## Historia
W dzielnicy Overmere 12 października 1798 roku rozpoczęła się wojna chłopska przeciwko okupacji francuskiej, wysokim podatkom i zmuszaniu chłopów do wstępowania do armii francuskiej.

## Demografia
- Źródła: NIS, od 1806 do 1981= według spisu; od 1990 liczba ludności w dniu 1 stycznia

1 stycznia 2024 całkowita populacja Berlare liczyła 15 486 osób. Łączna powierzchnia gminy wynosi 38,23  km², co daje gęstość zaludnienia 405 mieszkańców na km².